# Жоффруа III (граф Вандома)
Жоффруа III Гризгонель или Жоффруа III де Прёйли (фр. Geoffroy III de Preuilly, dit Grisegonelle; ум. 1145) — граф Вандома с 1103. Сын Жоффруа II де Прёйли и Ефросиньи Вандомской. Прозвище Гризгонель означает «серое манто» (gris gonelle).

## Биография
Родился ок. 1090 года. Наследовал отцу в 1103 году, по причине малолетства первое время находился под опекой матери.
Начав править самостоятельно, вступил в борьбу с Тибо IV, графом Блуа, и попал в плен. Выкуплен монахами аббатства Трините.
В 1120 году вместе со своим сюзереном Фульком V Анжуйским участвовал в войне с англичанами в Нормандии в армии короля Людовика Толстого.
В 1133 году в войне с Сюльписом II д’Амбуазом снова попал в плен, провёл в заключении около года.
В 1137 году отправился в Палестину на войну с неверными, оставив графство на сына — Жана I. Умер 19 мая 1145 года в Сен-Жиле по пути домой (по другим данным, вернулся из Святой земли в 1139 г.).

## Брак и дети
Жоффруа III был женат (1105) на Матильде Алансонской (ум. после 1139), вдове Роберта, виконта де Блуа, дочери Гуго III, виконта де Шатоден, и его жены Агнессы де Фретеваль. Дети:
- Жан I (ум. 1185)
- Жоффруа (1111 — после 1136).